# Yūko Nagayama
Yūko Nagayama (japanisch 永山 祐子 Nagayama Yūko; * 1975 in Tokio) ist eine japanische Architektin, deren Gebäude mehrfach ausgezeichnet wurden.

## Leben und Karriere

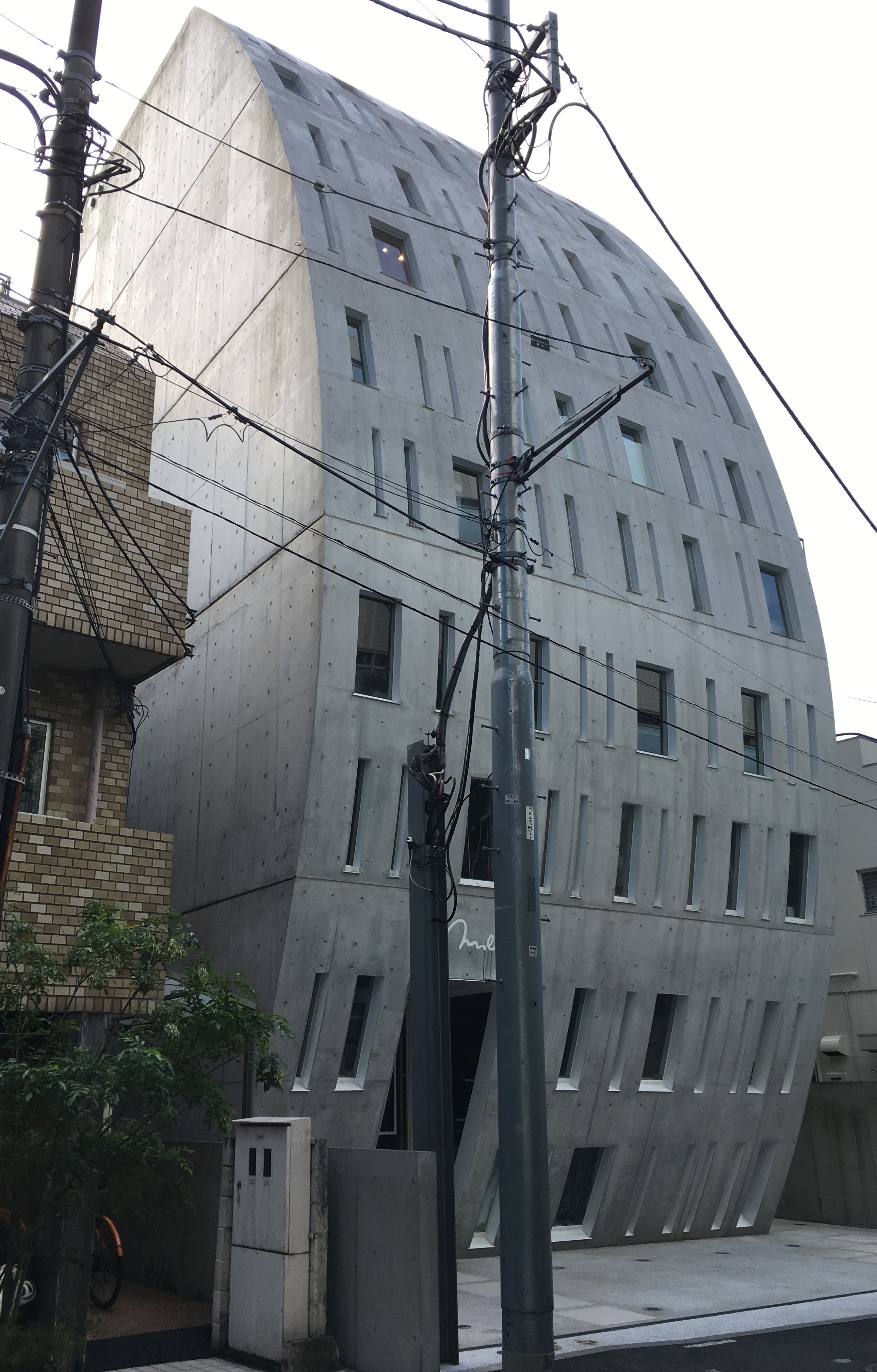
URBANPREM (2017)

Yūko Nagayama wollte als Schülerin Biologie studieren, wählte dann aber Architektur. Sie studierte an der Shōwa Joshi Daigaku in der Abteilung Human Life and Design, wo sie einen Bachelor erwarb. Bewusst entschied sie sich dagegen, weitere akademische Abschlüsse zu machen und lernte stattdessen bei dem bekannten Architekten Jun Aoki. Von 1998 bis 2002 war sie Teil des Teams von Jun Aoki & Associates.
2002, im Alter von nur 26 Jahren, gründete sie ihr eigenes Architekturbüro mit der englischen Eigenübersetzung Yuko Nagayama & Associates (有限会社永山祐子建築設計 yūgen-gaisha Nagayama Yūko kenchiku sekken, „Yūko Nagayama Architekturplanung GmbH“).
Zu ihren Arbeiten zählen Hotels, Bürogebäude, Geschäfte, Privathäuser, Innenräume, Museen, Einzelhandelsflächen, Renovierungen alter Gebäude, aber auch Modedesign und Kunstinstallationen. Obwohl Nagayama nach eigenen Angaben am häufigsten Einzelhandelsflächen bekannter Handelsmarken gestaltete, gehört das Entwerfen von Wohnräumen und Museen zu ihrer Lieblingsaktivität, da es das Gefühl vermittele, zusammen mit Menschen und einer Gemeinschaft zu gestalten. Die Verbindung zu der Gemeinschaft, so Nagayama, entstand besonders dadurch, dass sie nach ihrer Heirat 2011 Mutter zweier Kinder wurde, die sie zu vielen öffentlichen Einrichtungen begleitete.
Darüber hinaus versucht die Architektin immer, die Zukunft in ihre Kreationen einzubinden und die Rolle von den Räumen für die nächsten zehn Jahre oder länger zu konzipieren.
Charakteristisch für ihre Gebäude ist das Thema der Koexistenz von Mensch und Natur, wie sie es beispielsweise bei Goddess of the Forest Central Garden in der Präfektur Yamanashi umsetzte. Außerdem neigt die Architektin nach eigenen Angaben dazu, neutrale Farben zu wählen, die eine gewissen Mehrdeutigkeit zulassen, ein in der japanischen Sprache und Kultur häufig auftauchendes Konzept.
Yuko Nagayama kann neben ihrer Arbeit als Architektin auch auf eine Reihe von akademischen Lehraufträgen zurückblicken. 2005 war sie Lektorin an der privaten Naturwissenschaftlichen Universität Tokio, 2008 unterrichtete sie an der Kyōto Seika Universität, im nächsten Jahr an ihrer Almer Mater der Shōwa Joshi Daigaku. 2010 erteilte sie an der Ochanomizu Joshi Daigaku Unterricht und 2011 an der Technischen Universität Nagoya. Schließlich war sie 2022 Gastprofessorin an der Kunsthochschule Musashino.
Zu ihrem Motto erwählte die Architektin Flexibilität und Stärke, versinnbildlicht in einem Bambus, der sich zwar biegen kann, aber stark in der Erde verankert ist.

### URBANPREM
In dem von Yuko Nagayama entworfenen Gebäude URBANPREM im Tokioter Stadtteil Minami Aoyama verkörpert die Form des Bauwerks selbst die von ihr angestrebte Mehrdeutigkeit. Die nach hinten gebogene Fassade lässt nicht zu, dass vom Boden aus die genaue Höhe des Bauwerks abgeschätzt werden kann, und die Positionierung der unterschiedlich breiten, geschlitzten Fenster trägt zu einer weiteren Facette der Ungewissheit bei. Durch die gekrümmte Betonwand entstand eine Farbabstufung, die den genauen Farbton des Bauwerks nicht genau erkennen lässt. URBANPREM wird für Geschäfte und Büros genutzt.

### Japanischer Pavillon (EXPO 2020)
Das Architekturbüro von Yuko Nagayama gestaltete auch den japanischen Pavillon der EXPO 2020 in Dubai, die wegen der COVID-19-Pandemie erst 2021 stattfand. Im Mittelpunkt des Bauwerks steht das Thema „Verbindung“, das sich in den dreidimensionalen geometrischen Formen der Fassade widerspiegelt, die an traditionelle japanische und arabische Muster erinnern und die Verbindung zwischen beiden Kulturen verdeutlichen sollen. Die Fassade lässt außerdem auch eine Anspielung auf die traditionelle, japanische Origami-Kunst erkennen. Sie kann komplett wiederverwendet werden. Für die Fassade des Women´s Pavillon in der EXPO 2025 in Osaka, bei der Nachhaltigkeit im Mittelpunkt stehen soll, wird Nagayama dieses Material erneut benutzen.

### JINS Park Maebashi
Das mit dem iF Design Award ausgezeichnete Gebäude wurde für das Brillengeschäft der Marke JINS in unmittelbarer Nähe einer Wohngegend errichtet. Es befindet sich am Stadtrand und beherbergt außer dem Fachgeschäft einen kleinen Bäckerladen, einen Spielplatz auf dem Gebäudedach sowie einen Park, der zum Verweilen einlädt und der Gemeinschaft Platz einräumt. Bewusst hatte sich Nagayama dagegen entschieden, den Raum für einen sonst bei Geschäften in Vororten vorhandenen Parkplatz zu nutzen, um die Menschen dazu zu motivieren, auch ohne Kaufwunsch in den JINS Park zu kommen. In dem wie ein Rhombus geformten Gebäude befindet sich auch eine breite Holztreppe mit Kissen, die bei abendlichen Veranstaltungen zu Sitzplätzen für ein Publikum werden können. Auf Futurarc (The Voice of Green Architecture in the Asia-Pacific) wird der Bau folgendermaßen beschrieben: „The building appears to float like a trapezoidal box with a copper façade that echoes the reddish-brown colour of Mount Akagi. The colour of this cladding appears to change with the position of the sun. At night, the edges are illuminated so that the of the diagonally-laid strips evoke a meteor rain.“ (Das Gebäude scheint wie ein trapezförmiger Kasten mit einer Kupferfassade zu schweben, die die rötlich-braune Farbe des Berges Akagi widerspiegelt. Die Farbe dieser Verkleidung scheint sich mit dem Sonnenstand zu verändern. Nachts werden die Kanten beleuchtet, so dass die schräg verlaufenden Streifen an einen Meteoritenregen erinnern.) Kupfer ist ein in Japan traditionell benutztes Dachmaterial. Für den JINS Park wurden die Bleche vor der Installation geschwefelt, um eine schützende Oxidschicht zu bilden. So entstand ein Schutz vor Korrosion und eine hellbraune Patina, die das Gebäude weicher erscheinen lässt. Mit der Zeit werden die Bleche auch einen tieferen Farbton annehmen.

## Bauten (Auswahl)
- 2004: LOUIS VUITTON Daimaru Kyoto Store, Kyōto
- 2008: URBANPREM Minami Aoyama, Minato/„Tokio“, Tokio
- 2009: ANTEPRIMA (Einzelhandelsgeschäft für Handtaschen), Singapur
- 2012: Kiya Ryokan (Renovierung eines alten japanischen Ryokans), Präfektur Ehime
- 2013: Teshima Yokoo House, Kagawa Prefecture
- 2016: Goddess of the Forest Central Garden (English for the joshin no mori central garden, 女神の森セントラルガーデン), Hokuto City, Yamanashi Prefecture
- 2019: VOGUE Wedding Salon, Tokio
- 2022: Tōkyū Kabukicho Tower, Kabukichō, Bezirk Shinjuku (ehemalige Stadt Tokio), Präfektur Tokio
- 2022: JINS Park Maebashi, Stadt Maebashi, Präfektur Gunma
- 2023: ARK Mori Building (Innendekoration), Tokio
- 2024: Hotel Biwa DOG Villa (Hundehotel Bungalows), Präfektur Shiga[10]

## Auszeichnungen (Auswahl)

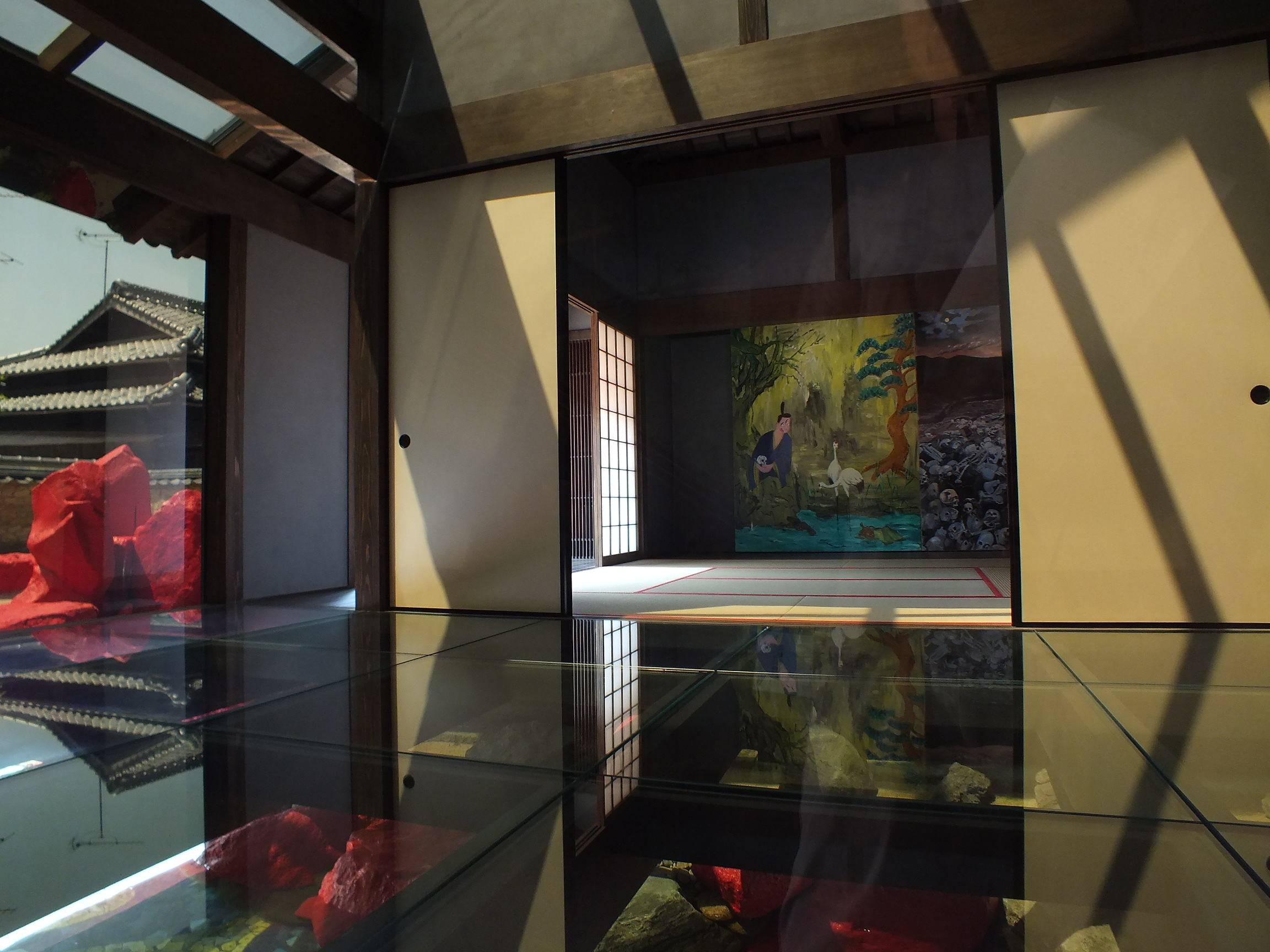
Setouchi Triennale – Teshima Yokoo House (2014)

- 2005: Japan Commercial Environment Designer Associations Preis Encouragement Award 2005 für das Geschäft LOUIS VUITTON Kyoto Daimaru[3]
- 2012: ARCHITECTURAL RECORD Award (USA), Design Vanguard[11]
- 2014: vom Japan Institute of Architects (JIA) ausgelobter Young Architect Award für das Teshima Yokoo Haus[12]
- 2018: Tokyo Architecture Award 2018, Preis für Exzellenz des Goddess of the Forest Central Garden[13]
- 2021: Design Award for Light and Lighting, Grand Prize for Excellence mit Tamagawa Takashimaya S.C. Grand Patio
- 2023: iF Design Award für das Gebäude JINS PARK Maebashi[14]